# Golub-Dobrzyń
Golub-Dobrzyń este un oraș în Polonia.